# Campea (torrente)
Il torrente Campea è un torrente della Provincia di Treviso, affluente del fiume Soligo.

## Corso del torrente
Il Campea nasce a sud-ovest di Combai, dall’unione di vari ruscelli che drenano la valle. Scorre poi in direzione est, toccando Campea e Premaor. Scorre accostato alle colline che separano Miane da Soligo e presso Pedeguarda di Follina si getta nel fiume Soligo. È il più grosso tra tutti i torrenti di Miane, e ha acqua tutto l’anno, nonostante in estate sia ridotto a un rivolo.